# West Huntspill
West Huntspill – wieś i civil parish w Anglii, w Somerset, w dystrykcie (unitary authority) Somerset. W 2011 civil parish liczyła 1414 mieszkańców. W obszar civil parish wchodzi także Alstone.